# Carlowrightia ecuadoriana
Carlowrightia ecuadoriana är en akantusväxtart som beskrevs av T. F Daniel och D. C. Wasshausen. Carlowrightia ecuadoriana ingår i släktet Carlowrightia och familjen akantusväxter. Inga underarter finns listade i Catalogue of Life.